# Leptoneta infuscata
Leptoneta infuscata là một loài nhện trong họ Leptonetidae.
Loài này thuộc chi Leptoneta. Leptoneta infuscata được Eugène Simon miêu tả năm 1872.